# Podrečany
Podrečany (in ungherese Patakalja) è un comune della Slovacchia facente parte del distretto di Lučenec, nella regione di Banská Bystrica.